# Memphis dia
Espèce
Memphis dia est une espèce d'insectes lépidoptères (papillons) de la famille des Nymphalidae, de la sous-famille des Charaxinae et du genre Memphis.

## Dénomination
Memphis dia a été décrit par Frederick DuCane Godman et Osbert Salvin en 1884 sous le nom initial de Anaea dia.

### Sous-espèces
- Memphis dia dia ;  présent au Panama et au Mexique[2].
- Memphis dia divina (Röber, 1916) ; présent au Panama et en Bolivie[1].

### Nom vernaculaire
Memphis dia se nomme Dia Leafwing en anglais.

## Description
Memphis dia est un papillon aux ailes antérieures à bord costal bossu, apex pointu, bord externe presque droit et angle interne anguleux.
Le dessus est bleu marine avec une bordure bleu métallisé.
Le revers est marron à reflets gris métallisé et simule une feuille morte.

## Écologie et distribution
Memphis dia est présent au Mexique, au Panama et en Bolivie,.

### Protection
Pas de statut de protection particulier.